# 臨海 (企業)
株式会社臨海（りんかい）は、神奈川県横浜市神奈川区に本部を置く学習塾「臨海セミナー・臨海セレクト」を運営する企業。
私立中学・公立高校・大学などを目指すためのコースを持っている。

## 沿革
- 1974年（昭和49年）9月 - 前身の「さくら塾」（現・臨海セミナー上中里校）開設
- 1980年（昭和55年）3月 - 株式会社 臨海セミナー設立
- 1994年（平成6年）4月 - 大学受験科を開設
- 1995年（平成7年）3月 - 中学受験科を開設
- 1998年（平成10年）10月 - 横浜市戸塚区に新社屋完成、本部移転
- 2000年（平成12年）12月 - 東京都に進出
- 2001年（平成13年）
  - 3月 - 中学受験科を廃止、ESC高校受験科とESC中学受験科、個別指導セレクトを開設
  - 5月 - 委託指導事業部を開設
- 2007年（平成19年）12月 - 千葉県に進出
- 2009年（平成21年）12月 - 埼玉県に進出
- 2011年（平成23年）5月 - 横浜市神奈川区に本社ビル完成、本部を移転
- 2012年（平成24年）9月 - 臨海グローバル・ESC臨海セレクトを開設
- 2014年（平成26年）4月 - 株式会社 臨海に商号変更
- 2015年（平成27年）
  - 5月 - 代表取締役社長に佐藤博紀が就任。元社長の佐藤勝は会長に就任した[2]。
  - 6月 - セミオーダースーツショップ 「エバーズスーツ」を開業
- 2016年（平成28年）4月 - ESC高校受験科を、ESC難関高校受験科に改称
- 2017年（平成29年）8月 - 大阪府に進出
- 2020年（令和2年）12月 - 同業他社19社より業務改善などを求める申入書を提出される[3]。

## 開設コース

### 総合進学コース（旧・小中学部普通科）
地域の学校の授業に合わせたカリキュラムで授業を行うコース。テストによるクラス分けを行い、レベル別授業を実施している。
主に共通問題で入試を行っている公立高校を目指すコース。また学校別のテスト対策をしている。

### 中学受験科
国私立中学校受験対策のためのコース。

### 公立中高一貫プロジェクト
小学4 - 6年生を対象にした、公立中高一貫校受験対策のためのコース

### ESC難関高校受験科
難関国私立高校や公立トップ校の受験対策のためのコース。中2までの理社は、普通科の授業をうけることがある。
中1から学校のカリキュラムとは難易度がかなり異なる独自のカリキュラムで授業を進める。
倍速クラス　中2までに中3内容を終わらせる、臨海史上最速カリキュラムで進めるクラスだ。
公立最難関校や難関、トップ私立校合格を目指とする。	
設置している校舎　戸塚西校 / 川崎校 / 横浜本校 / 日吉校 / 青葉台校 / 新百合ヶ丘校 / 上大岡校　2025年現在

### ESC臨海セレクト
難関高校の受験対策のための個別指導のコース。

### 大学受験科
大学受験対策のための高校生対象コース。
一部の最難関向けの講座は選抜試験があるものの、基本的にレベル別の講座選択制。全教室に自習室がある。また、TAによる補習を受けられる。

### 東大プロジェクト
ごく一部校舎に限って、東京大学対策の「東大プロジェクト」という講座をや難関理系大学を目指す中高一貫校の中3から高2を対象とした「数学エリート養成コース」を開講している。

### 個別指導セレクト
講師1人が生徒1 - 2人を指導するコース。
小学1年生から高校3年生を対象としている。指導教科は、小学生は算数・国語・理科・社会、中学生は英語・国語・数学・理科・社会の5教科、高校生は数学・英語の2教科のみ。「臨海ＴＳＰ(徹底指導プログラム)」を用いて、学力アップを図るコースを開講している。

### 臨海グローバル
大学生・社会人を対象にした英語指導コース。
「英会話コース」と「TOEICコース」・「英検対策コース」がある。

## 校舎
2017年8月現在、1都1府3県（東京・大阪・神奈川・千葉・埼玉）に338校を展開している。同じ校舎名でもコースによって建物が違ったり、校舎名は異なるが同じ建物内にある校舎もある等、整理されていないので注意が必要である。

## 臨海セミナー入試情報センター
- 中学入試情報誌『中学進学ナビ』や高校入試情報誌『ゴールめざして』を発行している。
- 毎年9-10月に、神奈川県・東京都の私立高校の学校の教諭に直接受験の相談をすることができる、「私立高校入試相談会」を実施している。

## 通塾管理システム「Kitazo」
通塾・退塾の状況が登録したメールアドレスに通塾状況が配信される「Kitazo」を導入している。

## 臨海セミナー思い出プロジェクト
さくら塾（現・上中里）の創立日から50周年となる2024年9月3日に向けて、「臨海セミナー思い出プロジェクト」をリリース。臨海セミナーに在籍していた卒業生すべてが対象。

## 告発騒動
2020年11月に臨海社員による内部告発文がインターネット上に掲載されたことを受け、12月3日、東証1部上場のステップを幹事社とし、早稲田アカデミー・秀英予備校・中萬学院など同業他社19社が連名で、学習塾「臨海セミナー」を運営する「臨海」に対し、「当社が行っている強引な生徒勧誘や合格者作りの手法には社会的に容認できない」などとする申入書を送付した。申入書によると、塾生から友人の名前や塾名・志望校などの情報を集めてリスト化し、友人が講習などを申し込んだ場合、紹介の御礼として金券などを塾生に渡し、塾生に勧誘行為を促していたことをモラルに反するとされた。そして申入書では、臨海に対し、各塾の生徒が記載されているリストや個人情報の破棄、それを勧誘活動に使用しないことを求めた。それに対し、臨海は該当するすべての生徒リストを削除する旨を返答した。
12月17日、ステップとの「共同声明」を発表した。
同時に臨海は、「営業運営方針」を発表し、その中で未成年の生徒の情報収集の方法に留意することや、行き過ぎた営業活動への反省とお詫び・合格実績の透明性の確保・モラルや社会性のある会社組織を目指すことなどを掲載した。
この事件を受け、週刊ダイヤモンドが2021年9月25日号で『塾選びを惑わす「合格者水増し」疑惑も噴出！臨海セミナー事件が映す塾業界の闇』と題する特集記事を掲載。同社の個人情報保護法に対する意識の低さなどを指摘。改めて同社の強引な営業手法がクローズアップされた。